# 方濟各-伯多祿·特巴茲-凡·埃爾斯特
方濟各-伯多祿·特巴茲-凡·埃爾斯特（德語：Franz-Peter Tebartz-van Elst；1959年11月22日—）是德國籍天主教主教，也是林堡教區榮休主教。

## 生平
方濟各-伯多祿·特巴茲-凡·埃爾斯特於1959年11月22日在西德北萊茵-威斯特法倫州西北部的克萊韋縣出生。他於1985年5月26日晉鐸。
2004年1月18日晉牧，並被時任教宗若望·保祿二世任命為明斯特教區輔理主教。
1998年3月24日，他接替成為林堡教區正權主教。但他上任後因奢華的消費習慣和其他財務上違規的行為，而受到外界抨擊。2013年10月20日，埃爾斯特根據《天主教法典》向時任教宗方濟各提出辭呈林堡教區正權主教之職責，並在2014年3月26日獲得教宗准許。教區主教一直懸空至2016年7月，最後由喬治·貝青繼任。

## 牧徽

方濟各-伯多祿·特巴茲-凡·埃爾斯特主教牧徽